# Zaporożeć
"Zaporożec" (ukr. Бронепотяг "Запорожець") – ukraiński pociąg pancerny podczas wojny polsko-bolszewickiej
Pociąg został zdobyty na bolszewikach. W lutym 1919 r. należał do dywizji pociągów pancernych. Był uzbrojony w 2 działa i 14 karabinów maszynowych. Załoga liczyła 124 żołnierzy, w tym 23 oficerów. Na jej czele stał chor. Petryszyn. W marcu tego roku zastąpił go Mykoła Kulikowski. Pociąg wspierał natarcie wojsk ukraińskich we wschodniej części Wołynia. Działał tam do ogłoszenia zawieszenia broni między Polakami i bolszewikami pod koniec października 1920 r. 19 listopada tego roku w rejonie Proskurowa został zniszczony przez własną załogę.